# Nationalsozialismus in Bremerhaven

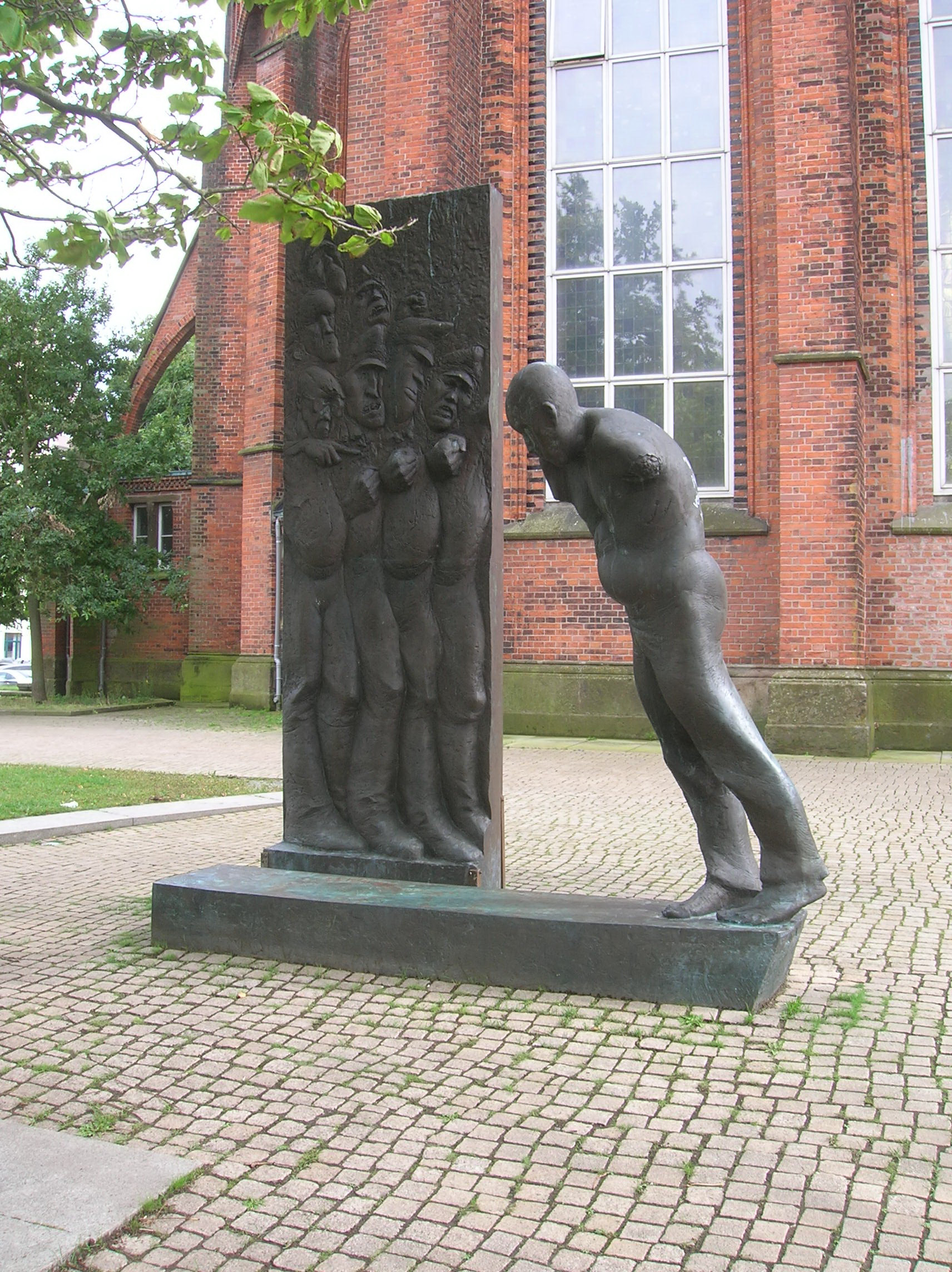
Mahnmal zum Gedenken an alle Opfer des Nationalsozialismus von Waldemar Otto

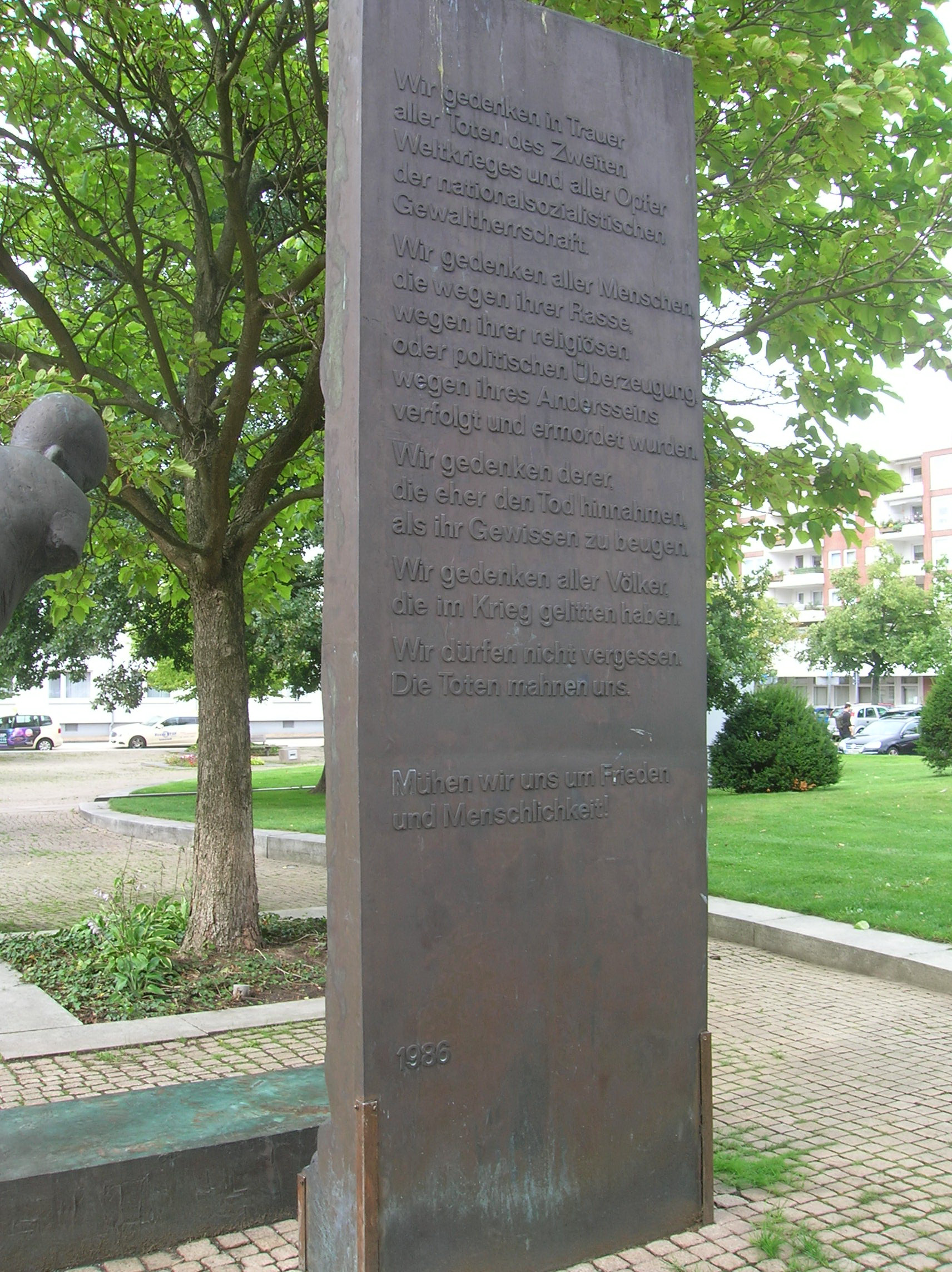
Rückseite des Denkmals

Der Nationalsozialismus in Bremerhaven ist schon 1922 nachweisbar. Ab Februar 1933 wurden Kommunisten, Sozialdemokraten und Gewerkschaftler von den Nationalsozialisten verfolgt. Es gab euphemistisch genannte Schutzhaftlager, in denen sie dem braunen Terror – auch Folterungen – ausgesetzt waren.
Spuren des Nationalsozialismus gibt es heute noch in der Stadt. 1983 wurde von der Sozialistischen Jugend/Falken (Kreisverband Bremerhaven) eine Antifaschistische Stadtrundfahrt zusammengestellt. Dabei werden Stätten der NS-Diktatur und der Verfolgung sowie des antifaschistischen Widerstandes in der Stadt besucht. 2006 wurde die Gruppe Die Falken für ihre Konzeption mit dem Bremer Jugendpreis ausgezeichnet.
Gut 1000 Schüler haben am 16. September 2015 an einem von der Landeszentrale für Politische Bildung betreuten Tag der Stadtgeschichte an 50 Stellen verfolgt, wo „Orte der Diktatur“ waren.

## Geschichte des Nationalsozialismus in Bremerhaven

### 1922 – Zeit des Notgeldes

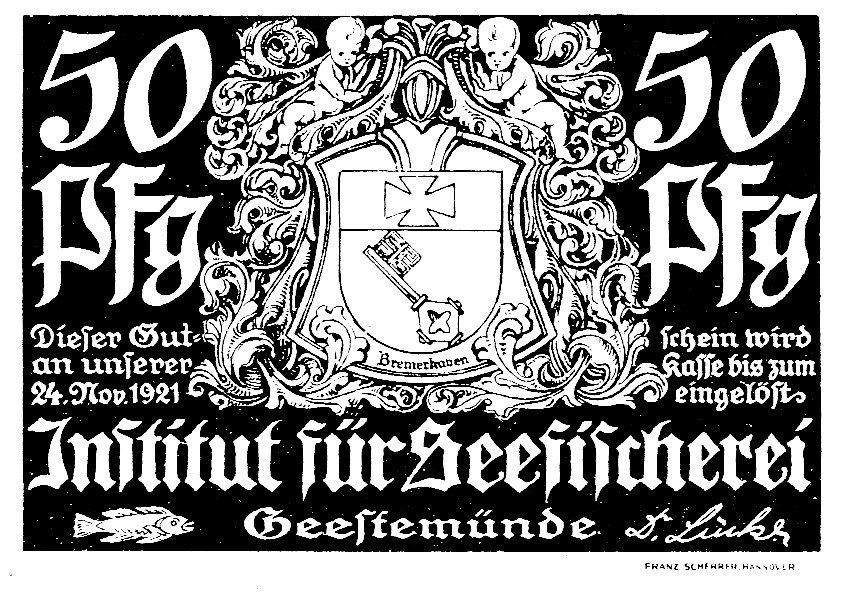

In den drei Städten Bremerhaven, Geestemünde und Lehe herrschte in der Inflationszeit wirtschaftliche Not. Verschiedene Stellen, insbesondere das Institut für Seefischerei, ließen Notgeld drucken. In dieser Zeit gab es in Bremerhaven-Wesermünde schon eine Ortsgruppe der NSDAP.

### „Machtübernahme“ an der Unterweser
Nach der Machtübernahme durch Hitler und die NSDAP am 30. Januar 1933 im Deutschen Reich wurde schon am 6. Februar das Wesermünder Bürgervorsteherkollegium verfassungswidrig aufgelöst, in dem von 46 Mitgliedern zwei der NSDAP angehörten und die SPD mit 25 Abgeordneten die absolute Mehrheit hatte. Trotz allen politischen Drucks in den Unterweserorten behielt die SPD bei der Reichstagswahl am 5. März 1933 in der Stadt Wesermünde die Mehrheit mit 17147 Stimmen. Die NSDAP erreichte nur 15928.

„Es gab nur wenige Wahlbezirke im damaligen Deutschen Reich, in dem – wie in Wesermünde – die NSDAP nicht die Mehrheit der Stimmen erhielt.“

In der Stadt Bremerhaven bekam die NSDAP 5635 Stimmen, die SPD 4724. Am 7. März 1933 wurde auf dem Bremerhavener Stadthaus an der „Bürger“ und beim Wesermünder Rathaus in Geestemünde eine große Hakenkreuz-Flagge gehisst. SA und SS marschierten zum Bremischen Amt.
Am 11. März 1933 forderte Stadtrat Julius Lorenzen im Hotel „Stadt Lehe“, dass endlich mit der roten Mehrheit im Stadtparlament aufgeräumt werden müsse. Gauleiter Otto Telschow wurde kommissarischer Regierungspräsident, und am 17. März löste sich das Bremerhavener Stadtparlament auf. Von 1933 bis 1945 war Hans Kohnert Handelskammerpräsident der IHK Bremerhaven. Von 1943 bis 1945 wurde er zudem zum Wehrwirtschaftsführer und zum Präsidenten der neugeschaffenen Gauwirtschaftskammer Ost-Hannover ernannt. Bereits 1938 war er (rückwirkend ab 1937) in die NSDAP eingetreten.
Die Ablösung des Bremerhavener Oberbürgermeisters Waldemar Becké bezeichnet Gabcke als „beschämend“ und „entwürdigend“: Senator Erich Vagts war nach Bremerhaven gekommen, um den Wechsel des Oberbürgermeisters zu vollziehen. Nachdem Becké im Bremischen Amt die Mitteilung seiner Beurlaubung erhalten hatte, suchte er das Stadthaus auf, um seine persönlichen Sachen abzuholen. Hilfspolizisten, SA und SS waren in seine Amtsräume eingedrungen. Vor dem Haus musste er durch ein Spalier von SA-Leuten gehen und wurde „in widerwärtiger Weise angepöbelt“.

„Als neuer kommissarischer Oberbürgermeister von Bremerhaven grüßt den Senatspräsidenten der alten Hansestadt Bremen mit Heil Hitler! Kreisleiter Lorenzen.“

Am 26. Mai 1933 wurde Lorenzen zum Oberbürgermeister ernannt. Er „bedankte“ sich dafür am 3. Juni in der Nordwestdeutschen Zeitung:

„Allen Denunzianten, Lumpen und Intriganten, die mit allen gemeinen Mitteln im letzten Moment noch meine Wahl zum Oberbürgermeister zu verhindern suchten, bin ich aus dem Grunde dankbar, weil sie mir gezeigt haben, welch ein großes Stück Aufbauarbeit noch zu leisten ist, ehe die deutschen Volksgenossen im Sinne Adolf Hitlers handeln und denken. Mir geht es verhältnismäßig gut, und ich wünsche allen, die es mir nicht gönnen, daß es ihnen ebenso gut gehen möge. Lorenzen, Oberbürgermeister.“

### Bücherverbrennung am 6. Mai 1933
Den Zeitungsberichten über Polizeiaktionen in Bremerhaven im März 1933 ist zu entnehmen, dass den Nationalsozialisten das gedruckte Wort weit gefährlicher als andere Waffen erschien. Zeitungen, Flugblätter und Wahlplakate der KPD, der SPD und von Gewerkschaften waren Ziel von Polizeiaktionen. „Selbst unbedrucktes Papier beschlagnahmte die Polizei.“ SA und Polizei besetzten am 2. Mai 1933 Gewerkschaftshäuser und Parteibüros von SPD und KPD. Außer Wahlplakaten, Fahnen und Flugblättern nahmen die Nazis im Gewerkschaftshaus Eintracht an der Deichstraße auch die große Arbeiterbibliothek mit.
Am 6. Mai wurde in der Nordwestdeutschen Zeitung angekündigt, dass um 9 Uhr abends „die bei der Besetzung der marxistischen Gewerkschaften und Verbände vorgefundenen marxistischen Symbole feierlich auf dem Marktplatz verbrannt werden“.

„In strömendem Regen marschierte der Marinesturm der NSDAP mit einem frischen Lied auf den Lippen durch die Straßen zum Bremerhavener Marktplatz und nahm dort als erste Formation Aufstellung. […] Bereits um 8 1/2 Uhr bildete sich eine ständig zunehmende Mauer schaulustigen Publikums. Der Regen hatte mittlerweile nachgelassen, und bald darauf traf die SA-Kapelle ein, und ihre flotten Marschweisen gaben zu erkennen, daß der angekündigte Akt durchgeführt würde. […] Und dann ging ein Schmunzeln durch die Reihen: auf einem Lastwagen wurde die für den Flammentod bestimmte „Beute“ herangefahren. […] Das von der Kapelle gespielte Deutschlandlied, das von der Menge entblößten Hauptes mitgesungen wurde, leitete die feierliche Handlung ein. […] Das Horst-Wessel-Lied beschloss die eindrucksvolle Kundgebung.“

Nach der hymnischen Berichterstattung der Zeitung über die Bücherverbrennung vier Tage vor den Aktionen im Reich stellte sich die Nordwestdeutsche Zeitung ihren Lesern am 12. Mai als Zeitung vor, die „sich aus innerer Überzeugung heraus voll und ganz hinter den Reichskanzler Adolf Hitler und die nationale Bewegung gestellt“ hat. Sie gab auch den Hinweis, „daß ihr Kapital niemals in jüdischen oder ausländischen Händen gewesen sei und sich […] nie ein Jude unter den Redakteuren, Angestellten und Arbeitern befunden habe“.

### Judenverfolgung in Bremerhaven

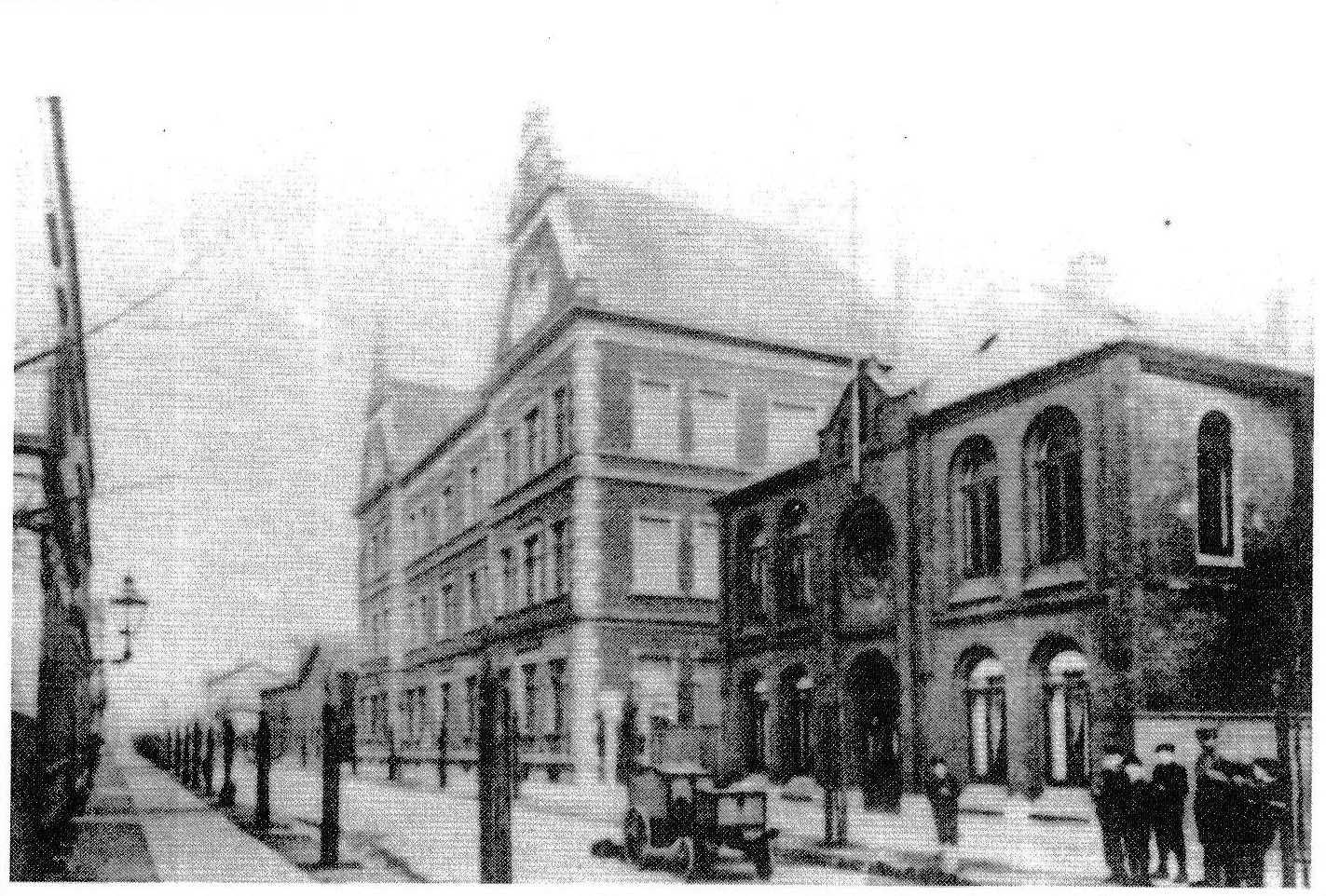
Alte Synagoge in Bremerhaven

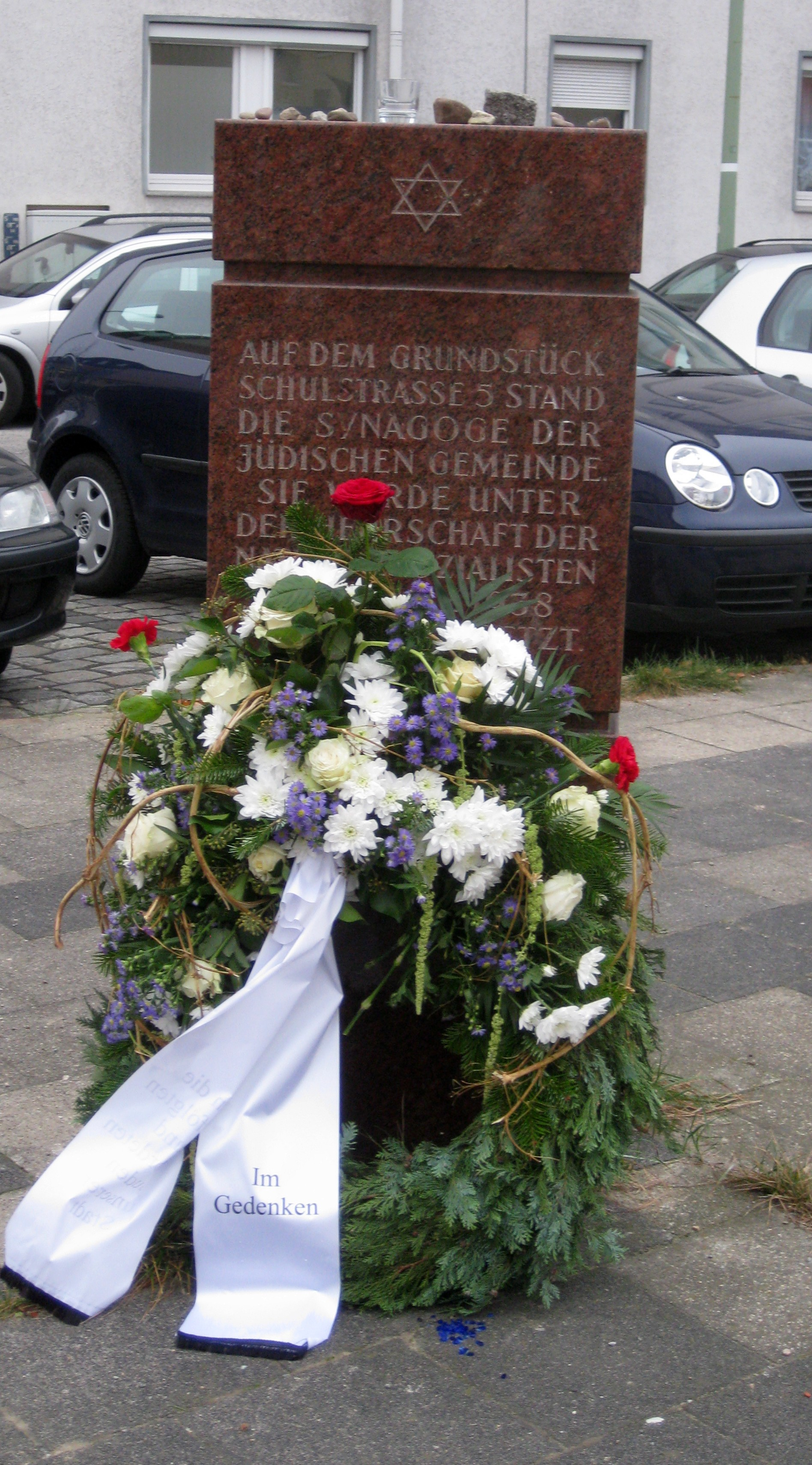
Gedenkstein mit Kranz an der Stelle, wo die Synagoge bis zum 9. November 1938 stand

Der reichsweite „Judenboykott“ durch die SA fand am 1. April 1933 auch in Bremerhaven und Wesermünde statt. Bis zum Herbst 1938 gaben sechs Juden ihre Geschäfte auf, konnten sie allerdings noch verkaufen. Den Höhepunkt der Judenverfolgung bildete auch in Bremerhaven die Reichspogromnacht vom 9. auf den 10. November 1938. In dieser Nacht fanden alljährlich „Feiern des 9. November“ statt. Kreisleiter Kühn gab im SA-Stammlokal „Hanseaten Café“ den Befehl zur „Judenaktion“ bekannt. Gegen 2 Uhr versammelten sich nach bestehenden Alarmplänen SA-Mitglieder.

„Es wurde davon gesprochen, daß die Aktion als spontane Kundgebung des Volkes erscheinen solle und daß aus diesem Grunde statt der Uniform Zivilzeug getragen werde. Es wurde auch gesagt, die Polizei sei verständigt und werde nicht einschreiten.“

Die Synagoge an der Schulstraße war das Hauptziel der Zerstörungen in der Pogromnacht. Scheiben wurden zerschlagen, Einrichtungen zerstört und Orte geplündert: in den jüdischen Geschäften Katzenstein und Brodersen & Peters in Lehe, Orienthaus Kurt Davidsohn, Schocken und Liebenthal in Bremerhaven, Ahronheim, Liebmann, Schocken und Seligmann in Geestemünde. Im Wartezimmer des jüdischen Arztes Dr. Goldmann in der Georgstraße wurde Feuer gelegt. Mehrere Juden wurden misshandelt und verhaftet, ihre Wohnungen verwüstet. Der jüdische Friedhof in Lehe wurde geschändet.

„Am nächsten Tag hatte ich Gelegenheit, mir das Kaufhaus Schocken von innen anzusehen. Ich muß sagen, daß ich so etwas nie für möglich gehalten hätte. Lebensmittel und Stoffe waren schon damals knapp. Im Kaufhaus Schocken hatte man Tinte über die Stoffe gegossen und Lederjacken einfach zerschnitten. Auch die vorhandenen Lebensmittel waren nicht mehr zu verwenden, weil man Glasscherben dazwischen geworfen hatte. Es sah wüst aus.“

Die Villa Schocken entging der Zerstörung. Hier fanden noch bis 1941 Juden eine letzte Zufluchtstätte.
Am 6. März 1948 wurden nach dreiwöchiger Verhandlung vom Schwurgericht Bremen 27 Angeklagte wegen Landfriedensbruch, schwerer Körperverletzung, Brandstiftung, Amtsanmaßung und schwerem Hausfriedensbruch oder Beihilfe zu diesen Delikten zu Zuchthaus- und Gefängnisstrafen verurteilt.

### Behandlung politischer Gefangener

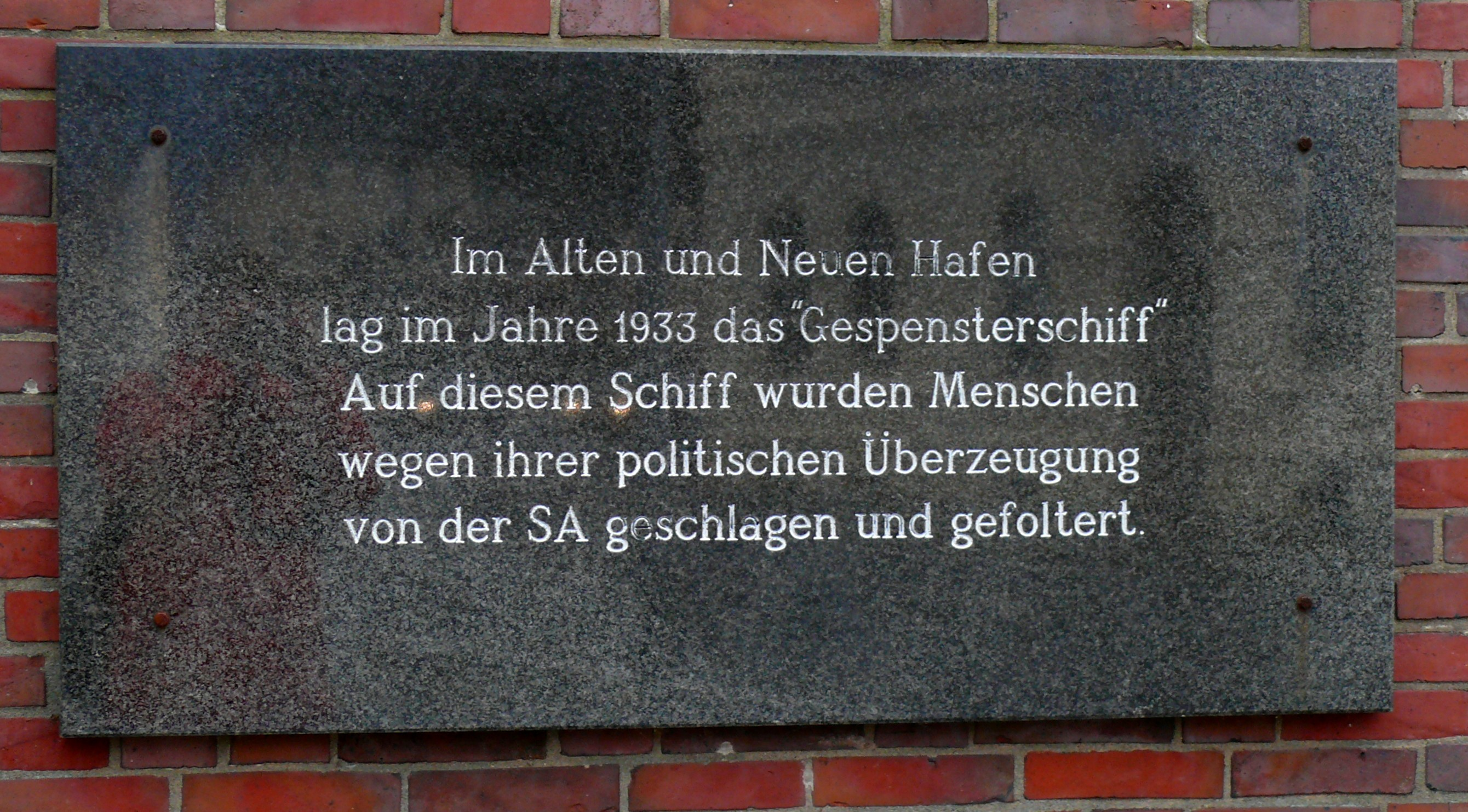
Gedenktafel „Gespensterschiff“

Politisch Andersdenkende wurden von den Machthabern während der Nazi-Zeit misshandelt, um gewünschte Aussagen zu bekommen. Eine besondere Rolle spielten dabei das „Gespensterschiff“ und das Rollkommando Weikenstorfer.

„Diese Gefangenen, vor allem Kommunisten, wurden immer dann der SA zur „Vernehmung“ überlassen, wenn sie der Polizei nicht die gewünschten Aussagen oder Geständnisse machten.“

Auf dem Gespensterschiff, einem ehemaligen Minensuchboot, wurden die Gefangenen mit Gummiknüppeln, Stahlruten, Nagelstöcken und Fäusten misshandelt, bis sie „vernehmungsreif“ waren. Das Schiff lag von März 1933 bis Oktober 1933 im Alten Hafen, zunächst an der Ostseite, ab Juni an der Westseite, weil die Schreie der Gefangenen zu hören waren und Proteste in der Bevölkerung hervorriefen. Das Rollkommando Weikenstorfer, das auf dem Gespensterschiff, im Polizeigefängnis in der Jakobistraße, im Fischereihafen und in Wulsdorf agierte, sowie eine Reihe von Polizeibeamten in Gefängnissen der politischen Polizei mussten sich 1948 vor dem Bremer Schwurgericht verantworten.  Alfred Balzer (1898–1949), als DKP-Mitglied von der Gestapo in schwerster Weise misshandelt, ist der vergessene Namensgeber einer kleinen Wohnstraße in Geestemünde.

### Widerstand in Bremerhaven-Wesermünde
1934 rechnete die Justiz mit den Gegnern des Nationalsozialismus ab, die sich vor der „Machtergreifung“ politisch widersetzt hatten. Die Oberlandesgerichte Hamm (für Wesermünde zuständig) und Bremen (für Bremerhaven zuständig) verurteilten in drei Verfahren mehr als 100 Menschen wegen „Vorbereitung zum Hochverrat“ zu hohen Haftstrafen. Infolge der Reichstagsbrandverordnung wurden SA-Leute zu Hilfspolizisten ernannt und die Parteibüros der KPD besetzt sowie kommunistische Funktionäre und Stadtverordnete in „Schutzhaft“ genommen.
Trotz der nach der „Machtergreifung“ sofort einsetzenden Maßnahmen gegen Kritiker demonstrierten am 3. März 1933 – kurz vor den Reichstagswahlen – etwa 9.000 Bremerhavener und Wesermünder aus Gewerkschaften, der SPD, der KPD, aus Konsumvereinen, Arbeitersportvereinen und Angestelltengewerkschaften sowie das Reichsbanner mit Trommeln, Pfeifen und Schalmeien gegen die ersten Gewalttaten der Nationalsozialisten in den Unterweserorten. Bis zum Juni 1933 wurden führende Sozialdemokraten und Gewerkschafter (Landgraf, Vogelsang, Seidel, Kammerahl, van Heukelum, Gerstmayr) verhaftet. Am 22. März 1933 wurden Reichsbanner und Eiserne Front verboten. Am 2. Mai wurden alle Büros und Häuser der Gewerkschaften besetzt und die Gewerkschaftssekretäre festgenommen.
Die KPD hatte im „Roten Massenselbstschutz“ „Häuserschutzstaffeln“ paramilitärisch organisiert. 1932 und Anfang 1933 wurden Übungen im Gelände bei der Pipinsburg, der Baggerkuhle in Debstedt und am Bismarck-Denkmal in Reinkenheide abgehalten.
Es gab Waffenverstecke und Vervielfältigungsgeräte zur Herstellung von Flugschriften und Zeitungen. Die „Kleine Arbeiterzeitung“ wurde in drei Ausgaben von März bis Oktober 1933 in einem Versteck im Spadener Moor hergestellt. Darin wurde auch vom „Gespensterschiff“ berichtet. Gerhard van Heukelum war gelernter Nieter und seit 1930 Chefredakteur der sozialdemokratischen Norddeutschen Volksstimme. Vor dem 30. Januar 1933 hat er in der Kolumne „Der Leuchtturmwärter vom Roten Sand“ die Nationalsozialisten heftig angegriffen. Trotz eines Aufenthaltes im KZ Mißler in Bremen und schwerer Misshandlungen gab er die Namen seiner Informanten nicht preis. Georg Müller, der in der Borriesstraße ein Geschäft für Fahrräder, Nähmaschinen und Waffen führte, bildete mit anderen zusammen eine von politischen Parteien unabhängige Widerstandsgruppe. Ihre Kontakte reichten nach Bremen, Hamburg und Holland. Sie bekamen von Schiffsbesatzungen auch illegale Propagandaschriften aus dem Ausland und benutzten ein eigenes Siebdruckgerät.

„Der Vergleich mit anderen Städten […] zeigt allerdings, daß der Widerstand in den Unterweserstädten nicht sehr stark ausgeprägt war. Weder den Parteien und Gewerkschaften noch anderen Gruppen gelang es, einen dauernden Widerstand zu organisieren […] Bis 1938 hatte die Gestapo in Bremerhaven und Wesermünde alle Ansätze eines Widerstandes gewaltsam zerschlagen.“

### Aufmarschgelände für 60.000 Menschen – „Gigantomanie in der Provinz“
„Die Gigantomanie des Dritten Reiches, die Adolf Hitler plante und der Albert Speer Gestalt verlieh […] setzte sich auch in der Provinz fort.“

Am 13. Oktober 1937 vermerkte der Wesermünder Oberbürgermeister Delius, der Kreisleiter habe ein großes Aufmarschgelände für etwa 60.000 Menschen zur Sprache gebracht. Es sollte eine Kampfbahn erhalten und den Wünschen der SA Rechnung tragen. Für 20.000 bis 30.000 Zuschauer sollten erhöhte Stehplätze und Tribünen mit offenen und gedeckten Plätzen entstehen. Delius stimmte dem Plan zu. Er kümmerte sich um die Finanzierung und dachte an einen Zweckverband als Träger. Vorgesehen war, dass das Gelände in einer Geestelücke zwischen Geestemünde und Lehe entstehen sollte, etwa im Bereich des heutigen Melchior Schwoon-Platzes mit der Stadthalle. Man nahm Kontakt zu anderen Städten auf, die ähnliche Projekte planten oder realisierten: Schleswig, Elbing und Münster. In Bremerhaven gab es ähnliche Pläne für einen Sportplatz und ein Stadion nördlich des Gaswerkes Bremerhaven. Gauleiter Telschow, Kreisleiter und Landrat des Landkreises Wesermünde verwarfen die Pläne Bremerhavens und favorisierten die Wesermünder Pläne. Im Frühjahr 1938 hatte man auch einen Namen gefunden: Adolf-Hitler-Feld sollte die Anlage heißen. Ein Otto-Telschow-Stadion sollte es geben. Am 16. September 1938 ließ Telschow Oberbürgermeister Delius mitteilen, „daß angesichts der angespannten außenpolitischen Lage eine Weiterbearbeitung dieser Pläne hinausgeschobenen werden müsse. […] Der Krieg warf seine Schatten voraus.“

### Umbenennung von Straßen und Plätzen
Straßen und Plätze wurden auch in Wesermünde umbenannt, beispielsweise der Siegesplatz in Platz der NSDAP.

## Jugend im Nationalsozialismus in Bremerhaven und Wesermünde
„Die HJ-Heime sollen Trutzburgen des Nationalsozialismus sein, ein Sturmangriff gegen die Widersacher unserer Weltanschauung, eine Kampfstätte zur Stärkung der Front. Damit aber sind diese Häuser nicht nur Heime der Jugend, sondern ebenso Stätten der Bewegung.“

### Überblick 1928 bis 1933
Einfluss auf die Jugend wird im Nationalsozialismus als besonders wichtig angesehen. In einem Überblick werden in der Nordwestdeutschen Zeitung die „Kampfjahre der Hitler-Jugend“ dargestellt:
- 1928: „Überall in Deutschland sind unsere Jugendgruppen im Entstehen begriffen.“
- 1929: „Die Hitler-Jugend-Gruppen wachsen langsam. […] In Bremen, Braunschweig und auch schon im Oldenburger Land fanden die ersten Jungen den Weg zur HJ.“
- 1930: „In diesem Jahre sollten wir den ersten merkbaren Aufschwung erleben. […] Besonders der jetzt auftretende NS-Schülerbund hatte einen unerwarteten Zuwachs zu verzeichnen.“
- 1931: „Unterdrückung konnte unseren Vormarsch nicht aufhalten. […] Und immer wieder mußten die Gruppen zum Wahlkampf eingesetzt werden. […] Wir werden es schaffen!“
- 1932: „Überall stehen starke HJ-Abteilungen. Wir sind im Vormarsch. Da – Verbot der 'Wehrorganisationen' der NSDAP. Die Polizei beschlagnahmt und besetzt unsere Heime und Geschäftsstellen. Der letzte vergebliche Versuch der Unterdrückung. – Potsdam! Fanal unseres Kampfes, unseres Sieges. Das Morsche bricht zusammen.“
- 1933: „Im nichtaufzuhaltenden Vormarsch wurde Stellung nach Stellung erobert. Adolf Hitler – Reichskanzler. […] 'Durch Sozialismus zur Nation.' – Diese Parole des Reichsjugendführers wird uns Richtschnur sein bei unserer Arbeit.“

### Eingliederung der evangelischen Jugend
Im Abkommen über die Eingliederung der evangelischen Jugend in die Hitler-Jugend unterzeichneten am 19. Dezember 1933 Baldur von Schirach, der Jugendführer des Deutschen Reiches, und Ludwig Müller, der Reichsbischof, die Eingliederung des Evangelischen Jugendwerks in die Hitler-Jugend. Auf lokaler Ebene berichtete die Nordwestdeutsche Zeitung am 6. März 1934 über die Eingliederungsfeier auf dem Rennplatz in Speckenbüttel. Pastor Minor und Bannführer Georg Otten hielten Reden. „Feierlich erklang die von der HJ-Kapelle gespielte Weise des Lutherischen Kampfliedes ‚Ein feste Burg ist unser Gott!‘“

„Die christliche Jugend bringe nun der Hitler-Jugend gewissermaßen den Schlüssel zu den Kirchen, in deren Mauern sich begegnen sollten der Geist der beiden größten deutschen Männer: Martin Luthers und Adolf Hitlers!“

### Hitlerjugend
„Die HJ will allgemein zur nationalsozialistischen Gemeinschaft erziehen. Für die Jungen bedeutet das eine soldatische Schulung, das Leitbild der Mädchen ist ein verklärtes, völkisches Bild der 'deutschen Frau und Mutter'.“

Für die Hitler-Jugend gilt ab Juli 1933 auch in Bremerhaven eine straffe, kleingliedrige, gestufte Organisation, die sich an die Militärhierarchie anlehnt.

### Feste und Feierstunden
Die Nationalsozialisten versuchten über Feste und Feiern ihre Ideen zu verankern. In Bremerhaven und Wesermünde wurden vor allem Fasching während des Nationalsozialismus, Wintersonnenwende, Sommersonnenwende und Erntedankfest gefeiert.

„Die Gemeinschaftsrituale sorgen für die emotionale Verinnerlichung der Weltanschauung, fördern unvernünftiges Handeln. Die Jugendlichen sollen bereit sein, notfalls ihr Leben für ‚Führer und Vaterland‘ zu geben.“

### Heime der Hitlerjugend
„Schafft uns Heime – Ihr fördert damit das Gemeinschaftsleben der Jugend“ stand 1934 auf einem Plakat. In den Heimen der Hitler-Jugend sollte es einen Feierraum, Räume für die einzelnen Gliederungen und ausreichend Gelände für Sport geben. Die Heimabende zielten auf die weltanschauliche Schulung der jungen Menschen. Böden und Keller sind keine Heime! war der Titel eines Artikels über „Heimbeschaffung für die Hitler-Jugend auch an der Unterweser“ in der NWZ vom 18. Januar 1937 überschrieben. Von der Einweihung des ersten HJ-Heimes im Landkreis Wesermünde in Freschluneberg am 19. September 1937 gibt es einen Zeitungsbericht unter der Überschrift Trutzburgen des Nationalsozialismus. Außerdem sind auf einer Karte der 14 „Heime der Hitler-Jugend“ 1937/38 verzeichnet: Imsum, Dorum, Langen, Ringstedt, Bederkesa, Stotel, Sellstedt, Beverstedt, Wittstedt, Hagen, Axstedt, Lehnstedt und Albstedt.

## Zwangsarbeit in Bremerhaven/Wesermünde
Zunächst wurden ausländische Arbeitskräfte nicht in der Industrie, sondern in der Landwirtschaft eingesetzt. Der Mangel an Arbeitskräften in der Kriegsindustrie führte ab 1939 dazu, dass „fremdvölkische“ Arbeiter im Reich eingesetzt wurden. In den besetzten Gebieten wurden im Krieg Arbeitskräfte rekrutiert. Ab 1942 wurden in Wesermünde Arbeiterinnen und Arbeiter aus Russland, Polen, Frankreich und den übrigen besetzten Ländern Europas in größerem Umfang eingesetzt. 1944 waren es 14.373 Menschen. Sie wurden in mehr als 240 Betrieben Wesermündes eingesetzt. „Zwangsarbeiterinnen standen an den Arbeitstischen im Fischereihafen und putzten als Hausmädchen. Ausländer nieteten und schweißten neben deutschen Kollegen auf den Werften und mauerten in den Baubetrieben, Zwangsarbeiter räumten nach den Bombenangriffen Trümmer in den Ruinen und Straßen.“
Für die Jahre 1942 bis 1945 lassen sich im Stadtgebiet des heutigen Bremerhavens 21 Zwangsarbeitslager nachweisen. Die wichtigsten waren:
- Das Frauenlager Dreibergen (Ecke Dreibergen/Thunstraße) mit 350 „weiblichen Ostarbeitern“ (1944).
- Das „Lager Halle XIV“, das in der Packhalle XIV untergebracht war, mit 654 Ostarbeitern, 45 Polen und 117 Franzosen (1944).
- In den Wiesen südlich der Straße Am Baggerloch wurde 1941 das „Gemeinschaftslager Baggerloch“ mit 8 Baracken für 400 Menschen eingerichtet.[38][39][40]
- Die Reichsbahn unterhielt im Fischereihafen das „Reichsbahnlager Halle VIII“ und das „Lager Eisteichstraße“ (42 Männer, 21 Frauen und 6 Kinder [1944])
- In Geestemünde gab es seit 1943 das Frauenlager Ibbrigheim (Ibbrigstraße 3–5)[41], das „Gemeinschaftslager III“ (Friedrichstraße 9) und seit 1944 das „Italiener-Lager“ in der Humboldtschule.
- Das „Kühlhauslager“ bestand zwischen dem Alten Hafen und dem Weserdeich.
- An der Prager Straße waren bis Anfang 1943 junge Kroatinnen und Polinnen im Frauenheim in der Schillerschule für die Fischwirtschaft untergebracht.
- Im Kaiserhafen gab es das „Lager Bückingstraße“ auf dem Gelände der Lloyd-Werft. Dazu gehörte ein Außenlager des Zuchthauses Celle.
- Das „Gemeinschaftslager Rotersand“ und das „Marinegemeinschaftslager Hansastraße“ befanden sich in der Nähe des Eingangs zum Kaiserhafen.

Nicht nur Unterernährung, Schwerstarbeit und daraus folgende Krankheiten brachten Zwangsarbeitern und ihren Kindern den Tod. Durch Erhängen und Genickschüsse wurden viele hingerichtet.

„Bei der Exekution […] sind […] die in der Umgebung eingesetzten Arbeitskräfte der gleichen Volksgruppe nach erfolgter Hinrichtung am Galgen vorbeizuführen. […] Die Erhängung ist durch Schutzhäftlinge […] möglichst der gleichen Volksgruppe zu vollziehen. Die Schutzhäftlinge erhalten für den Vollzug drei Zigaretten.“

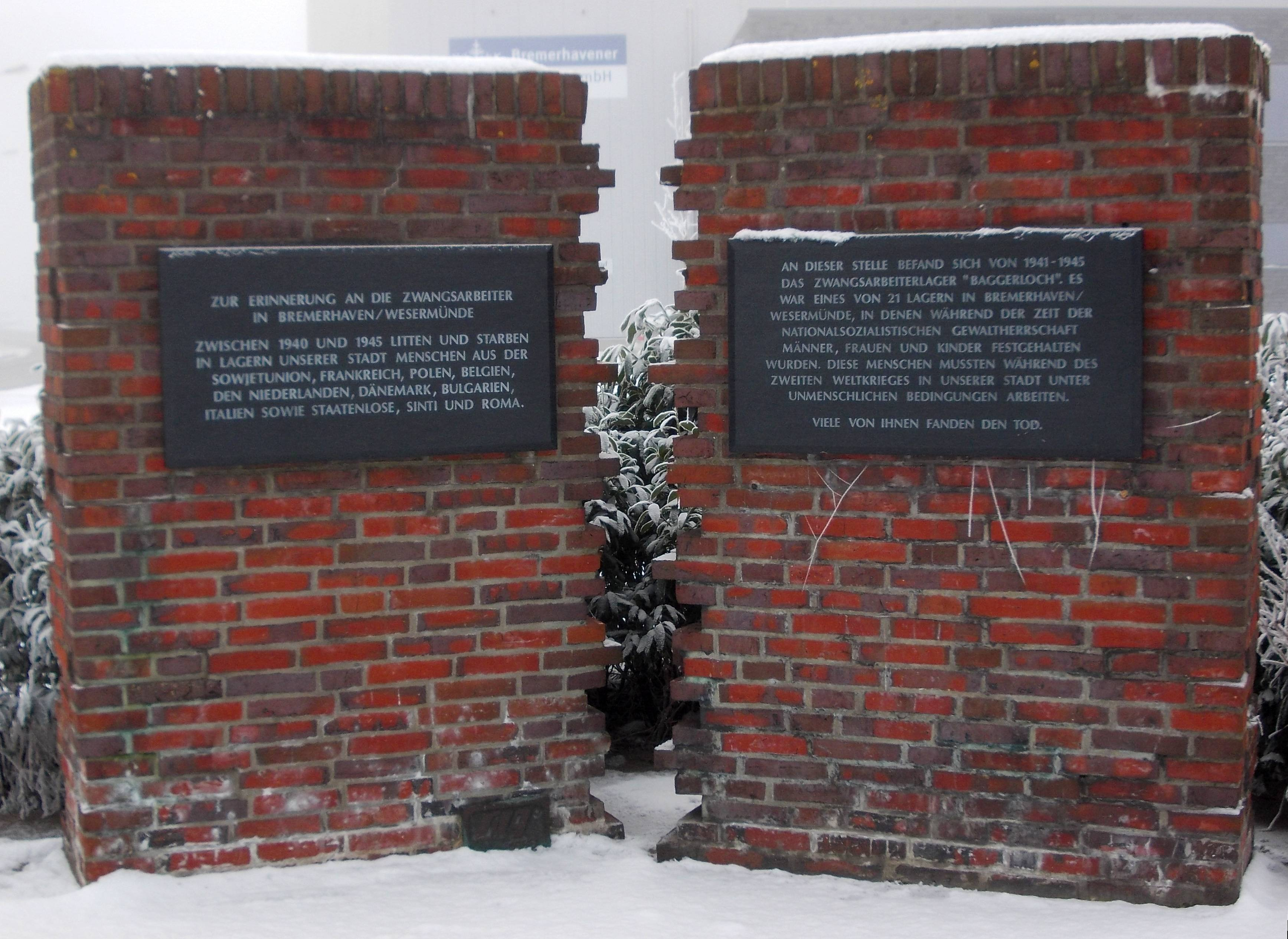
Baggerloch
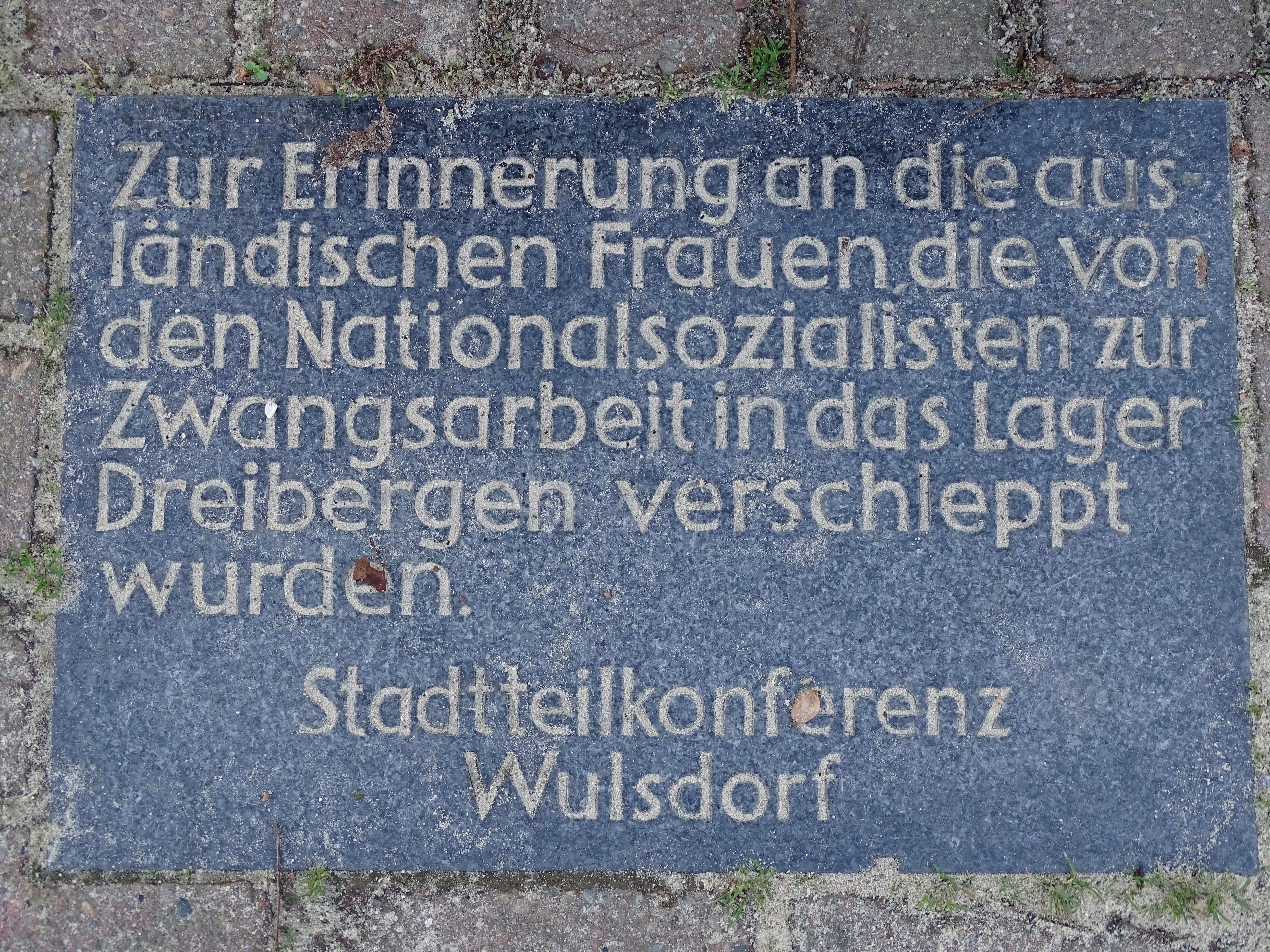
Dreibergen, Bodenplatte
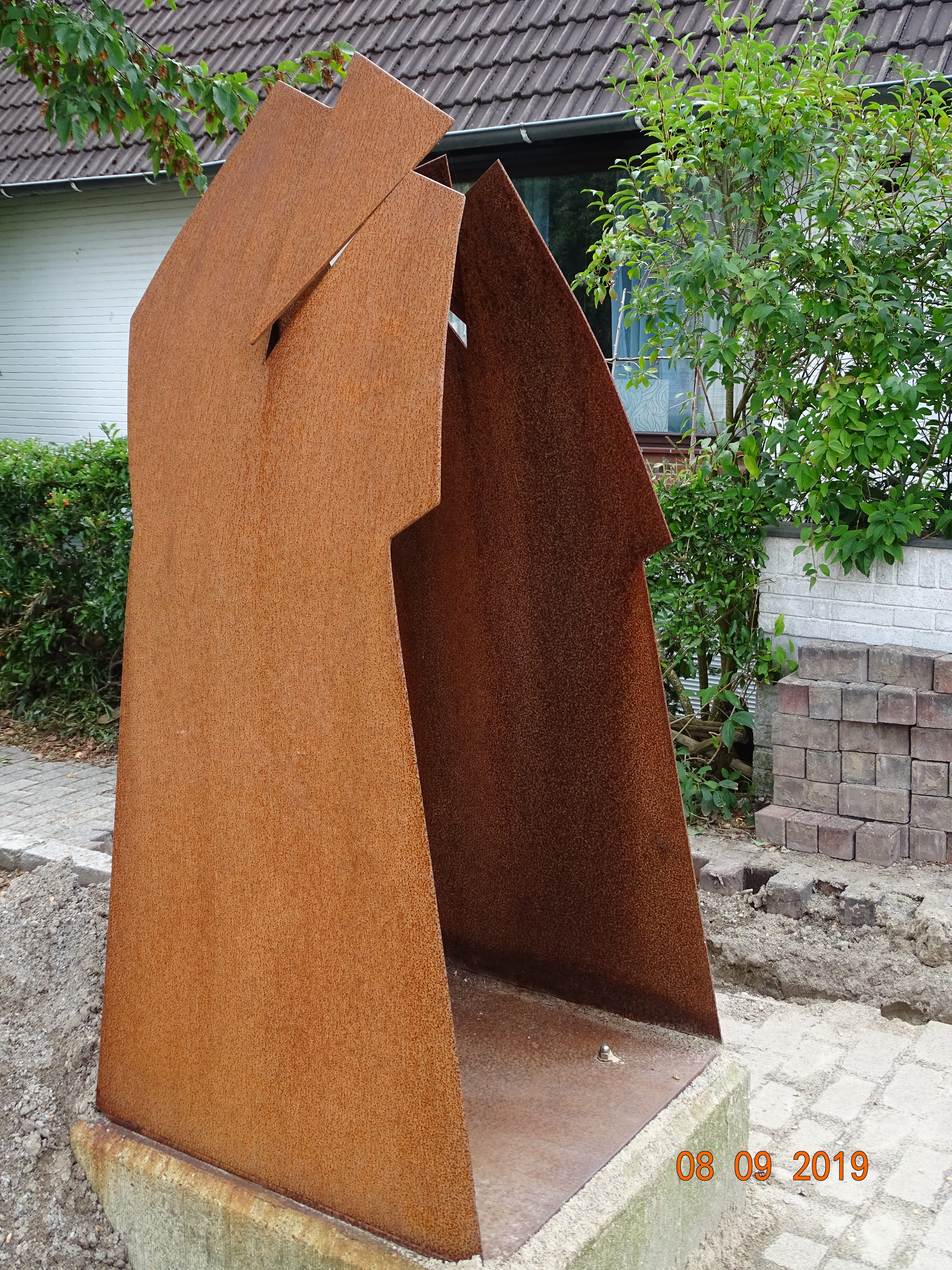
Dreibergen, Stele
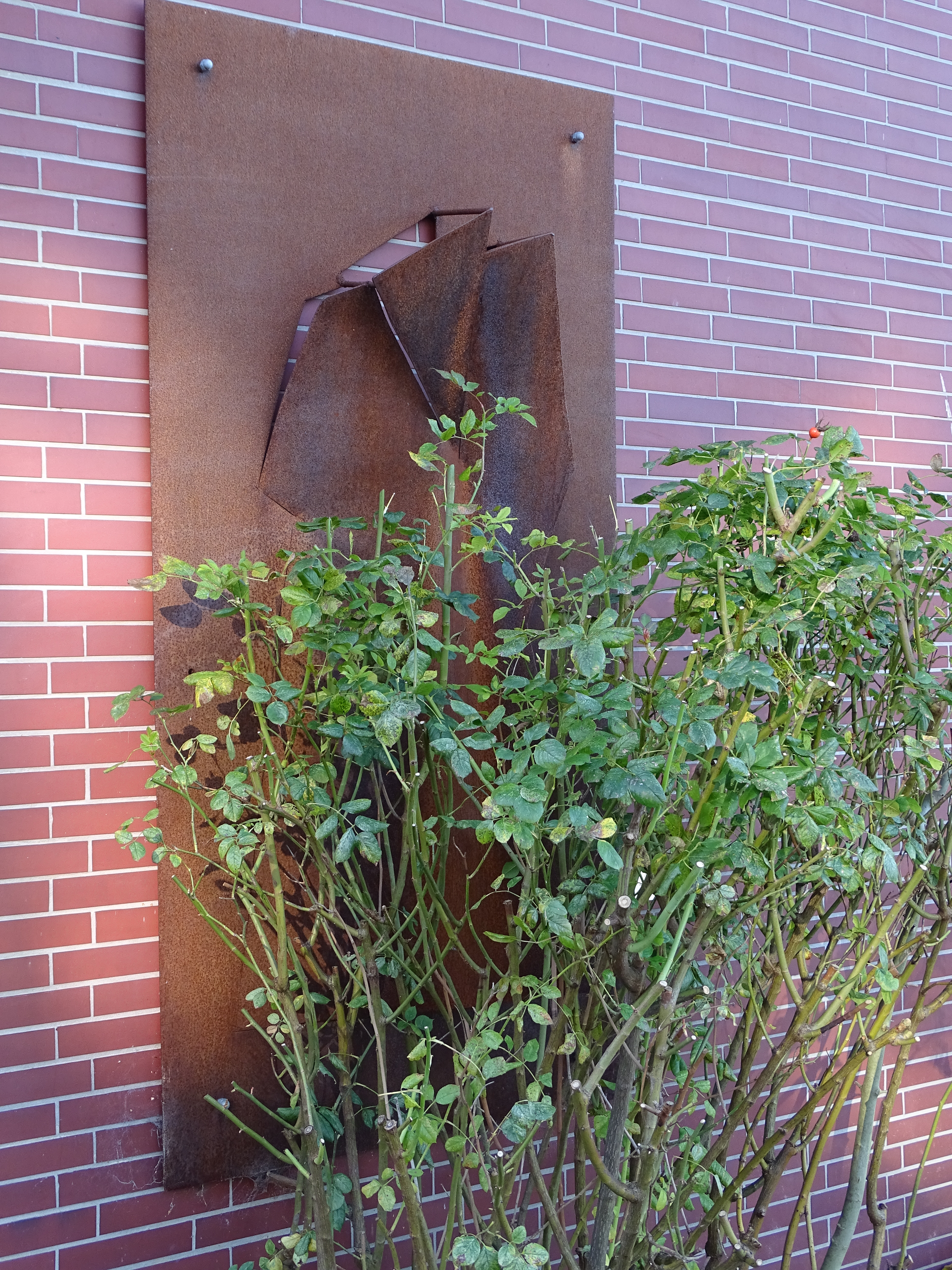
Dreibergen, „Paula“

## Orte des Nationalsozialismus in Bremerhaven

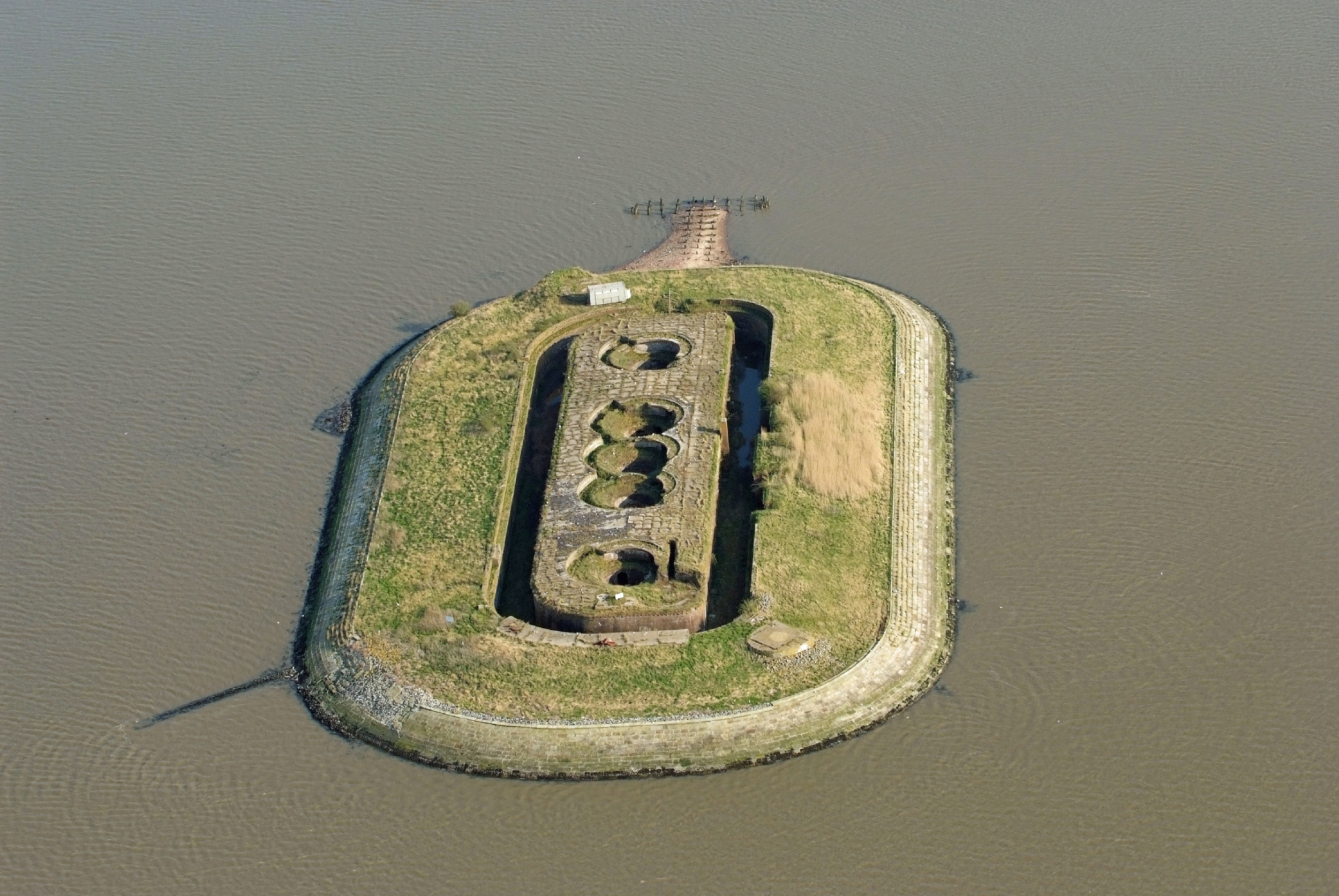
Insel Langlütjen II mit gut erhaltenem Festungsbauwerk

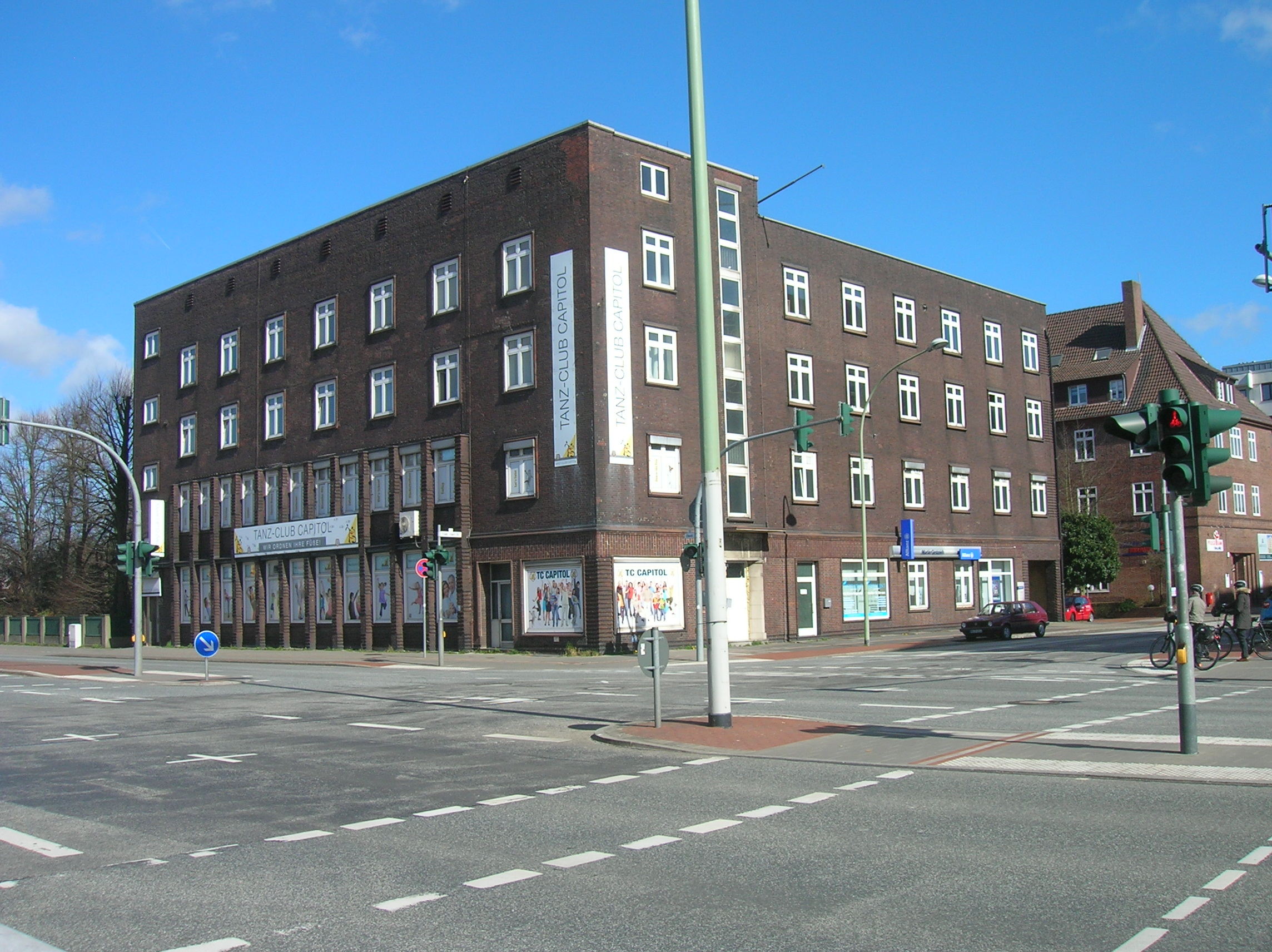
Ecke Elbestraße/Friedrich Ebert-Straße – in der NS-Zeit Gestapohaus, dann Haus der SPD, heute Tanzclub Capitol

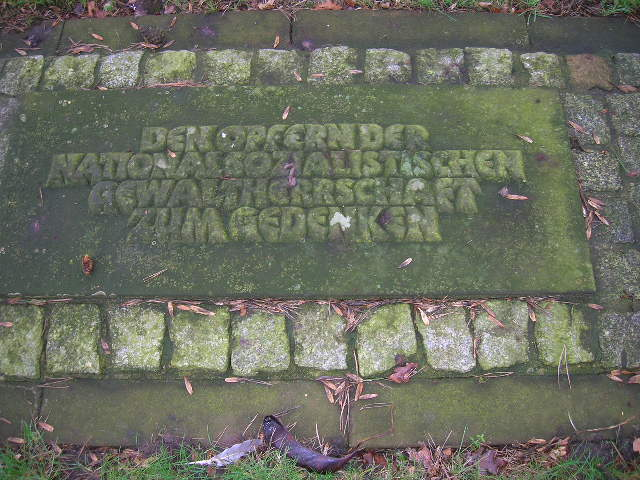
Bodenplatte der Gedenkstätte für die Opfer der nationalsozialistischen Gewaltherrschaft von Georg Grygo auf dem Bremerhavener Friedhof in Wulsdorf (1958)

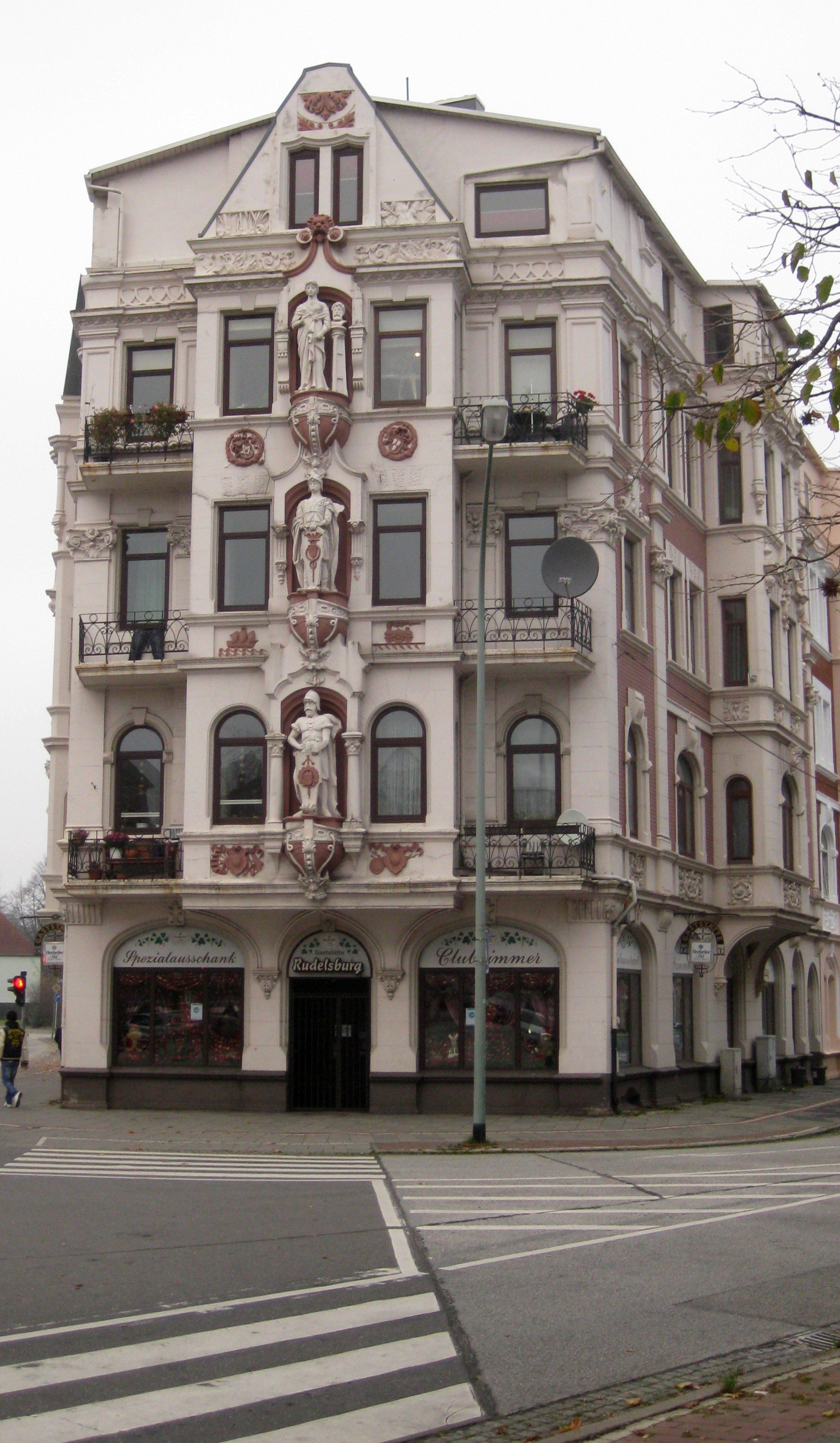
Die „Rudelsburg“ war ein SA-Vereinslokal in der NS-Zeit

In den 1980er-Jahren wurden Orte der NS-Schreckensherrschaft zu einer „Antifaschistischen Stadtrundfahrt“ zusammengestellt. 2015 stellten Schüler in Zusammenarbeit mit der Bremer Landeszentrale für politische Bildung „Orte der Diktatur“ dar. Über 1000 Schüler hörten sich an den einzelnen Orten Referate der älteren Mitschüler an.

### Orte der „Antifaschistischen Stadtrundfahrt“
Die in den 1980er Jahren zusammengestellte Stadtrundfahrt führte zu einer Reihe von Schreckensorten.
- Langlütjen II wurde als ehemaliges Fort der kaiserlichen Marine in der Zeit von Juli 1933 bis Januar 1934 als Konzentrationslager[42] genutzt. Die künstliche Insel – im Volksmund wegen des NS-Terrors auch Teufelsinsel genannt – liegt im Wattenmeer der Wesermündung in Höhe Bremerhavens, aber auf niedersächsischem Gebiet.
- Das Gestapo-Gefängnis war im Keller der alten Artillerie-Kaserne untergebracht. Das „Rollkommando Weikensdorfer“ sollte politischen Gegnern schnelle Geständnisse bei Vernehmungen abringen.[43]
- Der jüdische Friedhof in Bremerhaven-Lehe befindet sich in der Kreuzburger Straße östlich der Pferdebade. In der Reichspogromnacht wurde er fast völlig zerstört und erst nach dem Kriege als mahnende Stätte wieder hergerichtet.
- Das Gewerkschaftshaus „Eintracht“, in dem die SPD ihr Parteibüro und einige Einzelgewerkschaften ihren Sitz hatten, stand in der Deichstraße 55.
- „Seppl Kein“ und „Zum 1/2 l Fritz“: Die beiden Lokale standen in der heutigen Prager Straße (damals Lange Straße). Es waren die Verkehrslokale der Kommunisten und der Sozialdemokraten.
- 1879 hatte die Synagogengemeinde an der Unterweser in der Schulstraße 5 ihren religiösen Mittelpunkt in der Synagoge – bis zur Zerstörung in der Reichspogromnacht.[44] Nach dem Krieg wurde es das Geschäftshaus Berding und danach ein Fachmarktzentrum, an der Kreuzung in der Ludwigstraße wurde ein Gedenkstein aufgestellt.
- Gestapohaus Hohenzollernring 1: Am damaligen Hohenzollernring – heute Friedrich Ebert-Straße / Kreuzung Elbestraße – hatte bis März 1933 die Norddeutsche Volksstimme, ein Parteiorgan der SPD, ihren Sitz. Das Gebäude wurde von der Gestapo übernommen und umgebaut. Gefoltert wurden hier Häftlinge vor allem im Keller.
- In der Kehdinger Straße 5 – einer Parallelstraße zur Bismarckstraße – richtete die NSDAP ihre Kreisleitung ein und organisierte von dort aus ihre Aktivitäten.
- Fahrradgeschäft Müller: Georg Müller wurde als Widerstandskämpfer mehrfach verhaftet[45]. Er führte das Geschäft seines Vaters Wilhelm für Fahrräder, Nähmaschinen und Waffen in der Borriesstraße 1a weiter. Es wurde der Haupttreffpunkt von Widerstandskämpfern in Bremerhaven.
- Gedenkstätte Wulsdorf: Auf dem Friedhof Wulsdorf an der Weserstraße hat die Stadt Bremerhaven eine Gedenkstätte für Opfer der NS-Herrschaft eingerichtet.
- „Säuberungsaktion“ im Fischereihafen: Im Seemannsheim Fischereihafen hatte die Marine-SA ihre Unterkunft. Andersdenkende, vor allem Sozialdemokraten und Kommunisten wurden vom „Rollkommando Weikensdorfer“[46], das aus der Polizeikaserne Jacobistraße (siehe oben) hierher umgezogen war, misshandelt. Im August 1933 mussten in einer „Säuberungsaktion“ Anhänger der kommunistischen und sozialdemokratischen Partei mit Zahnbürsten und Schrubbern Friedenslosungen entfernen.
- „Hermanns Hotel“ existiert heute nicht mehr, es stand an der Ecke Löningstraße/Schleswiger Straße. Hier wurde am 8. Januar 1922 die NSDAP-Ortsgruppe Unterweser gegründet. Von 70 Anwesenden traten 32 als Mitglied der NSDAP bei.
- Auf dem Marktplatz (heute: Theodor-Heuss-Platz)[47] verbrannten am 6. Mai 1933 die Nationalsozialisten marxistische Bücher, Symbole, Fahnen und Flugblätter, die sie in den Gewerkschaftshäusern vorgefunden hatten. Die NS-Organisationen marschierten mit Fahnen auf, eine Kapelle spielte. Am 8. Mai schrieb die Nordwestdeutsche Zeitung: „Lustig prasselte die Glut, und immer höher loderten die Flammen gegen den nachtdunklen Himmel.“ Diese „Aktion wider den undeutschen Geist“ fand in vielen Städten Deutschlands statt, sie wurde vor allem von der Deutschen Studentenschaft organisiert.
- Das Hansestadt Bremische Amt stand auf dem Platz, der später bis 2003 Stadtbad war (neben dem Stadttheater). Das war der Hauptsitz der Bremerhavener Polizei. Auch dort wurden von der politischen Polizei „Vernehmungen“ durchgeführt.
- Auf dem „Gespensterschiff“ wurden vom Frühjahr bis zum Oktober 1933 Folterungsmethoden angewandt, um von Gefangenen Geständnisse zu erpressen.
- Die Metallarbeitergewerkschaft hatte ihren Sitz im Haus Ecke Grazer Straße/Sonnenstraße. In ihr waren viele Werftarbeiter Mitglied. Sie beteiligte sich am Widerstand gegen die Nationalsozialisten, deshalb war das Haus oft Ziel von Durchsuchungen und Zerstörungen.
- Die Rudelsburg an der Ecke Pestalozzistraße/Goethestraße war ein Lokal, das in der NS-Zeit das Vereinslokal der SA war.
- Die Gestapo (Geheime Staatspolizei) entstand Mitte der 1930er-Jahre aus der Politischen Polizei. Sie hatte ihren Sitz in der Langen Straße, heute ist dort das Eichamt Bremerhaven untergebracht.

### Bremerhaven – Orte der Diktatur
Am von der Landeszentrale für politische Bildung Bremen betreuten Tag der Stadtgeschichte besuchten über 1000 Schüler die „Orte der Diktatur“. Dort wurden Referate von Schülern gehalten, die sich mit dem jeweiligen Ort intensiv beschäftigt hatten.
- Etablierung der NS-Herrschaft – Neun Stationen wurden diesem Thema zugeordnet.
- Herrschaftssystem des NS-Staats – An zehn Stationen wurde das nationalsozialistische Herrschaftssystem in Bremerhaven verdeutlicht.
- Diskriminierung, Verfolgung und Vernichtung der Juden – An zehn Orten wurde der Verfolgung der Juden in Bremerhaven gedacht.
- Ausgrenzung und Verfolgung von „Außenseitern“ – Nicht nur Juden wurden in der NS-Zeit in Bremerhaven verfolgt, sondern auch Kommunisten, Sinti, Homosexuelle, Pastoren und psychisch Kranke.
- Der 2. Weltkrieg – Veränderungen der Rechtsprechung, Anwesenheit der Marine, Zwangsarbeiterlager, Schüler im Krieg, Luftschutzbunker, der Bombenangriff auf Bremerhaven am 18. September 1944 und die Kapitulation werden thematisiert.

## Nationalsozialisten
- Arnold Adams, (* 1887), NSDAP- und SA-Mitglied seit 1933, einer der "führensten Provokateure gegen das Judentum an der Unterweser"
- Arthur Baumeyer, KZ-Wachmann, NSDAP - und SA-Mitglied[51]
- Alfred Boetzel, (* 1907), Mitbegründer der SS-Wesermünde, NSDAP- und SS-Mitglied seit 1930
- Bürgermeister Hermann Everwyn, NSDAP
- Karl Finger, (* 1910), KZ-Wachmann, langjähriges NSDAP- und SA-Mitglied
- Wilhelm Fröhlich, (* 1904), NSDAP- und SA-Mitglied, seit 1931,  Aufsichtsdienst in der Strafvollzugsanstalt Papenburg
- Georg Gellert (* 1895), u. a. Polizeipräsident, SA-Brigadeführer,[52]
- Friedrich Hinners, (* 1912), Aufsicht über das Ausländerbetriebslager der Form Torfit-Werke, Misshandlung der ausländischen Zwangsarbeiter
- Julius Lorenzen (1897–1965), 1933–1939 Oberbürgermeister, 1930 NSDAP-Mitglied
- Albert Mertin, NSDAP- und SA-Mitglied seit 1931, Ortsgruppenleiter Geestemünde, Anstifter des Judenpogroms in Bremerhaven, im Synagogenbrandprozess als Rädelsführer der Zerstörung von Geschäftshäusern und der Synagoge, von seinem Hauptquartier in der Gastwirtschaft Tonne aus, zu sechseinhalb Jahren Zuchthaus verurteilt
- Theodor Mahler (1901–1987), 1935–1945 Landrat (NSDAP) vom Landkreis Wesermünde[53]
- Bürgermeister Richter, NSDAP
- Anton Weikenstorfer, KZ-Wachmann, langjähriges NSDAP- und SA-Mitglied
- Leiter der Staatspolizeistelle Wesermünde
  - Alexander Landgraf (1906–1972), ab April 1936 bis vermutlich Ende August 1937
  - Oswald Schäfer (1908–1991), September 1937 bis Frühjahr 1938
  - Werner Braune (1909–1951 hingerichtet), nur 1941
  - Willi Wolter (1907–1969) bis August 1942 stellv. Leiter